# 王妃の紋章
『王妃の紋章』（おうひのもんしょう、原題：満城尽帯黄金甲）は、2006年の中国映画。張芸謀（チャン・イーモウ）監督。周潤發（チョウ・ユンファ）、鞏俐（コン・リー）主演。原作は曹禺の代表作『雷雨』（『中国現代戯曲集・曹禺特集【上】』〈飯塚容訳、晩成書房〉所収）。
第79回アカデミー賞の衣装デザイン賞にノミネートされたが、受賞はならなかった。

## あらすじ
西暦928年、中国は五代十国の時代。後唐は戦もなく、民は平和に過ごしていた。
しかし、国王と王妃の間は冷え切っており、黄金に輝く王宮の中には嵐が吹き荒れていた。
医官に命じて王妃に毒を盛る王。血の繋がらない皇太子と密通する王妃。王妃と関係を持ちながら、医官の娘を愛する皇太子。母を慕う実直な第2王子。その幼さゆえにないがしろにされ、不満を募らせる第3王子。王への過去の恨みから王妃の密偵となる医官の妻…。
様々な人間の愛憎が渦巻く中、王の王妃への殺意を知った第2王子は、城一面が菊の花に覆われ、豪奢な宴が催される重陽の節句の日に父への謀反を企てる。
そして、惨劇の幕が開いた…。

## キャスト
| 役名                            | 俳優                       | 日本語吹替 |
| ------------------------------- | -------------------------- | ---------- |
| 国王                            | 周潤發（チョウ・ユンファ） | 小山力也   |
| 王妃                            | 鞏俐（コン・リー）         | 湯屋敦子   |
| 皇太子・元祥（ユエン・シャン）  | 劉燁（リウ・イエ）         | 遠藤大智   |
| 第2王子・元傑（ユエン・ジェ）   | 周杰倫（ジェイ・チョウ）   | 高橋研二   |
| 第3王子・元成（ユエン・チョン） | 秦俊杰（チン・ジュンジエ） | 野島健児   |
| 蔣嬋（ジァン・チャン）          | 李曼（リー・マン）         | 木下菜穂子 |
| 蔣医師                          | 倪大紅（ニー・ダーホン）   |            |
| 蔣医師の妻                      | 陳謹（チェン・ジン）       |            |

## スタッフ
- 監督：張芸謀（チャン・イーモウ）
- 脚本：張芸謀（チャン・イーモウ）、呉楠（ウー・ナン）、卞智洪（ビエン・ジーホン）
- 撮影：趙小丁（チャオ・シャオティン）
- アクション監督：程小東（チン・シウトン）
- 音楽：梅林茂
- 衣装デザイン：奚仲文（イー・チョンマン）
- 録音：陶経（タオ・ジン）
- 美術：霍廷霄（フォ・ティンシャオ）
- 文学コンサルタント：王斌（ワン・ビン）
- 編集：程瓏（チェン・ロン）
- 製作：張偉平（チャン・ウェイピン）、江志強（ビル・コン）、張芸謀（チャン・イーモウ）
- 製作総指揮：張偉平（チャン・ウェイピン）

## タイトルについて
- 原題は、元々『秋天的記憶（秋の記憶）』であったが、『重陽』、『菊花殺』と変わっていき、最終的には唐代末期の黄巣の詩『不第後賦菊』の一部からとった『満城尽帯黄金甲』となった。

- 中国ではタイトルが長いせいか、ただ単に『黄金甲』と呼ばれることが多い。2006年春、この映画が製作されている時に砂嵐が北京を襲い、メディアが砂嵐を『黄金甲』と比喩して報道したことから、『黄金甲』が砂嵐を表す言葉として広まった。
- 英題は、Curse of the Golden Flower。金花の呪いという意味。

## 主題歌
第2王子を演じた周杰倫（ジェイ・チョウ）が主題歌の『菊花台』と『黄金甲』を歌っている。『菊花台』はアルバム『依然范特西』に、『黄金甲』は『黄金甲EP』にそれぞれ収録されている。